# Eleccions generals andorranes de 1973
Les eleccions andorranes de 1973 es van celebrar el 12, 19 i 26 de desembre de 1973 per renovar la meitat del Consell General i la meitat dels Consells de Comú de les 6 parròquies d'Andorra.
Per primer cop a la història d'Andorra, una dona va ser escollida en una elecció. Concretament va ser escollida consellera de comú a les Escaldes.

## Sistema electoral
Tenien dret a vot les persones amb més de 21 anys que disposessin de nacionalitat andorrana, així com els homes que estiguessin casats amb una dona andorrana i tinguessin com a mínim un fill major d'edat. Per poder ser conseller calia tenir més de 25 anys i per ser sínidic o subsíndic, 30.
La legislació andorrana no va legalitzar els partits polítics fins a l'aprovació de la Constitució l'any 1993, així que tots els candidats eren independents de manera oficial. Tot i això estaven permeses les agrupacions polítiques.
A les eleccions al Consell General es renovaven la meitat dels escons (12 de 24). Cada parròquia formava una circumscripció i escollia 2 consellers, tret de la parròquia d'Andorra la Vella, on el quart d'Andorra i el quart de les Escaldes formaven circumscripcions separades, escollint un conseller cadascun. A les eleccions comunals es renovaven la meitat de càrrecs de consellers de cada parròquia, que eren escollits per a un període de 4 anys. El nombre de consellers de cada comú era variable. A Andorra la Vella el quart de Les Escaldes i el quart d'Andorra la Vella escollien els consellers de comú en circumscripcions diferents. També s'escollien els Comissionats del Poble, és a dir, els encarregats de fiscalitzar l'activitat econòmica de cada comú.
En totes dues eleccions s'utilitzava un sistema majoritari plurinominal amb segona volta, on cada votant podia votar a tants candidats com candidats s'haguessin d'escollir. Els candidats s'agrupaven en candidatures. Estava permès que un candidat formés part de més d'una candidatura al mateix temps. En algunes parròquies era permès repartir el vot, votant a candidats de llistes diferents. En d'altres, era requisit votar a candidats de tots els quarts de la parròquia per poder considerar el vot com a vàlid. Els vots nuls i blancs no eren considerats com a vàlids. Per poder ser escollit, calia haver rebut més de la meitat dels vots vàlids. En cas que després de l'elecció quedessin escons vacants, es realitzava una segona volta al cap d'una setmana. Si un cop realitzada la segona volta encara quedessin escons vacants, es procediria a una tercera volta al cap d'una setmana. En cas que en una tercera volta tampoc s'haguessin atribuït tots els escons, l'article 38 del reglament electoral estipulava que l'elecció es resoldria per sorteig amb paperetes entre els candidats de la tercera volta.
En cas que no es presentés cap candidatura, l'article 27 del reglament electoral de 1971 recollia que el mateix dia de l'elecció el consell de comú de la parròquia corresponent seria l'encarregat d'escollir els candidats.
Els consellers elegits van jurar el càrrec el dia 28 de desembre per poder prendre possessió del seu càrrec el dia 1 de gener de l'any següent, per a un període de 4 anys.
Els cònsols majors i menors de cada parròquia eren elegits pels consells de comú per a un període de 2 anys. El síndic general i el subsíndic eren escollits pel Consell General per a un període de 3 anys.

## Resultats

### Eleccions al Consell General
La participació en la primera volta fou del 70%. A Canillo va caldre una tercera ronda per escollir tots els consellers generals de la parròquia.

#### Total nacional
| Partit                    | Primera volta | Primera volta | Primera volta | Segona volta | Segona volta | Segona volta | Tercera volta | Tercera volta | Tercera volta | Escons totals |
| Partit                    | Vots          | %             | Escons        | Vots         | %            | Escons       | Vots          | %             | Escons        | Escons totals |
| ------------------------- | ------------- | ------------- | ------------- | ------------ | ------------ | ------------ | ------------- | ------------- | ------------- | ------------- |
| Independents              |               | 100           | 8             |              | 100          | 3            |               | 100           | 1             | 12            |
| Vots nuls                 |               | –             | –             |              | –            | –            |               | –             | –             | –             |
| Total                     |               | 100           | 8             |              | 100          | 3            |               | 100           | 1             | 12            |
| Cens/participació         |               |               | –             |              |              | –            |               |               | –             | –             |
| Font: La Vanguardia 1 2 3 |               |               |               |              |              |              |               |               |               |               |

#### Resultat per parròquia
| Parròquia                 | Quart               | Candidat                  | Electe   | Electe   | Electe   |
| Parròquia                 | Quart               | Candidat                  | 1a volta | 2a volta | 3a volta |
| ------------------------- | ------------------- | ------------------------- | -------- | -------- | -------- |
| Canillo                   | Canillo             | Jordi Font Cabanes        |          | 1        |          |
| Canillo                   | Canillo             | Antoni Mandicó Vidal      |          |          | 1        |
| Canillo                   | Canillo             | Calvó Casals              |          |          |          |
| Encamp                    | Encamp              | Serafí Reig Ribó          |          | 1        |          |
| Encamp                    | Encamp              | Gil Torres Palmitjavila   |          | 1        |          |
| Encamp                    | Encamp              | Antoni Verges Torres      |          |          |          |
| Encamp                    | Encamp              | Enric Riba Costa          |          |          |          |
| Ordino                    | Ordino              | Isidre Baró Cabanes       | 1        |          |          |
| Ordino                    | Ordino              | Joan Vila Cirici          | 1        |          |          |
| La Massana                | La Massana          | Bonaventura Abellach      | 1        |          |          |
| La Massana                | La Massana          | Guillem Areny Areny       | 1        |          |          |
| Andorra la Vella          | Andorra la Vella    | Francesc Cerqueda Pasquet | 1        |          |          |
| Andorra la Vella          | Les Escaldes        | Estanislau Sangrà         | 1        |          |          |
| Sant Julià de Lòria       | Sant Julià de Lòria | ?                         | 1        |          |          |
| Sant Julià de Lòria       | Sant Julià de Lòria | ?                         | 1        |          |          |
| Font: La Vanguardia 1 2 3 |                     |                           |          |          |          |

### Eleccions comunals
En total es van escollir 30 consellers de comú i 12 comissionats del poble. A Encamp va caldre una segona volta.
Els consellers de comú i comissionats del poble electes van ser:
| Parròquia               | Quart               | Consellers de comú electes                                                                        | Comissionats del poble electes         |
| ----------------------- | ------------------- | ------------------------------------------------------------------------------------------------- | -------------------------------------- |
| Canillo                 | Canillo             | ?                                                                                                 | ?                                      |
| Encamp                  | Encamp              | Roc Torres (escollit en 2a volta)                                                                 | Pere Marsenyach (escollit en 2a volta) |
| Ordino                  | Ordino              | Andreu Gaspar Picart Francesc Pons Torres Joan Bringué Pons Antoni Gaspar Freixa                  | ?                                      |
| La Massana              | La Massana          | Bonaventura Mora Riba Josep Moles Grau Fermí Coll Camp Ramon Armengol Mitjavila Antoni Naudí Pons | ?                                      |
| Andorra la Vella        | Andorra la Vella    | Benet Pantebre Martínez Rossend Guitart Joan Cuberes Tomàs                                        | ?                                      |
| Andorra la Vella        | Les Escaldes        | Miquel Vidal Franch Marcelí Albós Roigé Carme Travesset Travesset                                 | ?                                      |
| Sant Julià de Lòria     | Sant Julià de Lòria | Josep Miño Guitart Antoni Ribot Vidal Josep Casas Baró Antoni Balletbó Florentí Visa Terés        | ?                                      |
| Font: La Vanguardia 1 2 |                     |                                                                                                   |                                        |